# NGC 4638
NGC 4638 (również NGC 4667, PGC 42728 lub UGC 7880) – galaktyka soczewkowata (S0), znajdująca się w gwiazdozbiorze Panny. Galaktyka ta należy do Gromady w Pannie.
Została odkryta 15 marca 1784 roku przez Williama Herschela. 23 marca 1830 roku obserwował ją John Herschel, jednak błędnie określił jej pozycję (2,5 minuty błędu w rektascencji) i skatalogował ją jako nowo odkryty obiekt. John Dreyer w swoim New General Catalogue skatalogował obserwację Williama Herschela jako NGC 4638, a Johna Herschela jako NGC 4667.